# Wisentgehege Springe
Wisentgehege Springe er en dyrepark fra 1928 ved byen Springe i Region Hannover, Tyskland.